# Clichy (Hauts-de-Seine)
Clichy (wymowaⓘ, znane również jako Clichy-la-Garenne) to miasto i gmina we Francji, w regionie Île-de-France, w departamencie Hauts-de-Seine. Przez miasto przepływa Sekwana. 
Według danych na rok 2012 gminę zamieszkiwało 59 240 osób, a gęstość zaludnienia wynosiła 19 234 osób/km². Wśród 1287 gmin regionu Île-de-France Clichy plasuje się na 810. miejscu pod względem powierzchni.
W Clichy mieści się siedziba firmy Société Bic, producenta m.in. długopisów i golarek, oraz koncernu L’Oréal, producenta kosmetyków, szamponów i farb do włosów.

Położenie Clichy w ramach aglomeracji paryskiej

## Miasta partnerskie
- Heidenheim, Niemcy
- St. Pölten, Austria
- Santo Tirso, Portugalia
- Rubí, Hiszpania
- London Borough of Southwark, Wielka Brytania